# Martin Bitschnau
Martin Bitschnau (* 1949 in Innsbruck) ist ein österreichischer Historiker.

## Leben
Martin Bitschnau studierte Geschichte an der Universität Innsbruck. Er war von 1982 bis 2014 wissenschaftlicher Mitarbeiter des Tiroler Landesmuseums Ferdinandeum und leitete von 1989 bis 2007 die Bibliothek des Museums. Seine Forschungsschwerpunkte sind die Mittelalterarchäologie, die Quellenkunde und die Burgenforschung.
Besonders verdient machte sich Bitschnau um die Erforschung mittelalterlicher Burgen in Tirol, wobei er am inneralpinen Beispiel – ausgehend von Beobachtungen des Tiroler Kunsthistorikers Josef Weingartner – das Phänomen der Vertikalverschiebung, also der Höhenverlagerung von Herrensitzen im 12. und 13. Jahrhundert, herausstellte. Schwerpunktmäßig hat Bitschnau die Baugeschichte von Schloss Tirol untersucht.
Bitschnau gibt außerdem gemeinsam mit Hannes Obermair das Tiroler Urkundenbuch, eine systematische, historisch-kritische Quellensammlung des Nord-, Ost- und Südtiroler Raums im Früh- und Hochmittelalter, heraus.

## Schriften (Auswahl)
- Burg und Adel in Tirol zwischen 1050 und 1300. Grundlagen zu ihrer Erforschung. Verlag der Österreichischen Akademie der Wissenschaften, Wien 1983, ISBN 3-7001-0520-7.
- Bauernhäuser und verwandte Bautypen des Mittelalters in Tirol und Vorarlberg. In: Kulturaustausch im ländlichen Hausbau. Inneralpin – Transalpin. Imhof, Petersberg / Arbeitskreis für Hausforschung (AHF), Sobernheim 2003, ISBN 3-935590-99-7 (Imhof) und ISBN 3-926157-08-9 (AHF), S. 77–92.
- Der Schlossberg bei Seefeld in Tirol. Ergebnisse der archäologischen Notuntersuchung 1974.  Golf-Verlag, Innsbruck 2007, ISBN 978-3-900773-88-5.